# Joel Stroetzel
Joel Michael Stroetzel (ur. 24 lipca 1980) – amerykański gitarzysta.

## Kariera
Urodził się 24 lutego 1980. Pochodzi z Westfield w stanie Massachusetts. Początkowo, od około 7 roku życia grał na fortepianie. Potem porzucił ten instrument na rzecz gitary. Jako swoje inspiracje muzyczne wskazał Guns N’ Roses, Metallica, Testament, Megadeth, Slayer. Pracował w sklepie muzycznym udzielając lekcji gry na gitarze dzieciom. Wtedy jako gitarzysta rytmiczny pod koniec lat 90. wszedł do składu formacji Aftershock, grającą metalcore (zastąpił Jonathana Donaisa; wraz z nim w składzie był też gitarzysta prowadzący Adam Dutkiewicz i perkusista Tom Gomes). Od 1999 współtworzy grupę Killswitch Engage (także z Dutkiewiczem oraz początkowo z Gomesem). Także pod koniec lat 90. podjął studia w Berklee College of Music w Bostonie, które przerwał z uwagi na zaangażowanie w początkowej fazie istnienia KsE. Podczas pracy twórczej w grupie jest zwolennikiem nurtu thrash metalowego. 
Był też gitarzystą na trasie grupy Times of Grace, stanowiącej projekt Adama Dutkiewicza i wokalisty KsE Jesse’go Leach’a (został dokooptowany w miejsce pierwotnie przewidzianego gitarzysty Pete’a Wichersa z grupy Soilwork). Stworzył także muzyczny projekt poboczny pod nazwą Brothers Born w duecie ze swoim przyjacielem Michaelem Wyzikiem, w którym łączą nurty rocka folkowego, indie rocka i klimaty lat 80..
Gra na gitarach Caparison (model Dellinger JSM) oraz Paul Reed Smith i Les Paul Custom. Używa efektów Maxon OD808y. Wśród jego idoli gitarowych są Jimmy Hendrix, Yngwie Malmsteen, Steve Vai. Jest fanem Prince’a. Od około 2006 żonaty.

## Dyskografia
Aftershock
- Through The Looking Glass (1999)
- Five Steps From Forever (2000)
- Propaganda (2001)

Killswitch Engage
- Killswitch Engage (2000)
- Alive or Just Breathing (2002)
- The End of Heartache (2004)
- As Daylight Dies (2006)
- Killswitch Engage (2009)
- Disarm the Descent (2013)
- Incarnate (2016)
- Atonement (2019)
- This Consequence (2025)

Inne
- The Prowl – Cobwebs (2013), mastering
- Brothers Born – Knife Wounds (2015), razem z Michaelem Wyzikiem
- Oxen – The Vanishing (2015), gościnnie w utworze "The Matchstick"
- City Of Homes – What Life Remains (2016), współproducent